# Birrhard
Birrhard (in der lokalen Mundart: Birret, ˈpɪrːət) ist eine Einwohnergemeinde im Schweizer Kanton Aargau. Sie gehört zum Bezirk Brugg und liegt rund fünf Kilometer südöstlich des Bezirkshauptorts Brugg im unteren Reusstal.

## Geographie
Das lang gestreckte Strassendorf liegt am Ostrand des ausgedehnten und landwirtschaftlich intensiv genutzten Birrfelds. Das Dorf besteht aus den Ortsteilen Oberdorf im Süden, Unterdorf im Zentrum und Innlauf im Norden. Unmittelbar östlich der Bebauung fällt die Ebene steil zum Ufer der Reuss ab, der Höhenunterschied beträgt dabei rund fünfzig Meter. Die Reuss bildet die östliche Gemeindegrenze und fliesst hier durch eine rund hundert Meter breite Schlucht.
Die Fläche des Gemeindegebiets beträgt 300 Hektaren, davon sind 101 Hektaren bewaldet und 41 Hektaren überbaut. Der höchste Punkt liegt auf 412 Metern, der tiefste auf 340 Metern an der Reuss. Nachbargemeinden sind Mülligen im Norden, Birmenstorf im Osten, Wohlenschwil und Mägenwil im Süden, Brunegg im Südwesten sowie Birr und Lupfig im Westen.

## Geschichte

Luftansicht (1954)

Die erste urkundliche Erwähnung von Birharth erfolgte im Jahr 1254. Der Ortsname stammt vom althochdeutschen Birichahard und bedeutet «Birkenwald». Wahrscheinlich war das Dorf aber schon im 8. Jahrhundert von den Alamannen bewohnt, denn 1925 kam ein Grab mit Beigaben aus jener Zeit zum Vorschein. Birrhard gehörte im Mittelalter zum Eigenamt, dem ältesten Besitz der Habsburger, deren Stammsitz nur wenige Kilometer entfernt auf dem Wülpelsberg steht. Sie übertrugen 1397 die Grund- und Gerichtsherrschaft an das Kloster Königsfelden in Windisch.
Nach der Eroberung des Aargaus durch die Eidgenossen im Jahr 1415 übernahm die Stadt Bern die Herrschaft, das Eigenamt war nun Teil der Untertanengebiete im Berner Aargau. 1528 führten die Berner die Reformation ein und lösten das Kloster Königsfelden auf. Sie wandelten das Eigenamt in die Landvogtei Königsfelden um und übten danach sämtliche Rechte aus. Beim Franzoseneinfall im März 1798 entmachteten die Franzosen die «Gnädigen Herren» von Bern und riefen die Helvetische Republik aus, die 1803 zusammen mit dem Kanton Baden aufgelöst wurde. Birrhard gehört seither zum Kanton Aargau. Seit 1803 gehören auch die östlichen und südlichen Nachbargemeinden dazu, nachdem die Franzosen wieder abgezogen waren.
Bis in die Mitte des 20. Jahrhunderts blieb Birrhard ein von der Landwirtschaft geprägtes Dorf. Von 1850 bis 1960 sank die Bevölkerungszahl um über einen Drittel. Der Aufschwung setzte ein, als sich in den Nachbargemeinden Birr und Mägenwil zahlreiche Industriebetriebe ansiedelten und in den 1970er Jahren eine neue Zonenordnung in Birrhard zur Entstehung zweier Einfamilienhausquartiere führte. Seither ist die Bevölkerung um mehr als das Doppelte gewachsen.

## Wappen
Die Blasonierung des Gemeindewappens lautet: «In Rot über gewelltem silbernen Schildfuss ausgerissener grüner Birnbaum mit gelben Früchten.» Das Wappen erschien erstmals 1872 in ähnlicher Form auf dem Gemeindesiegel. Das heutige überarbeitete Design entstand aufgrund eines Schülerwettbewerbs im Jahr 1965.

## Sehenswürdigkeiten

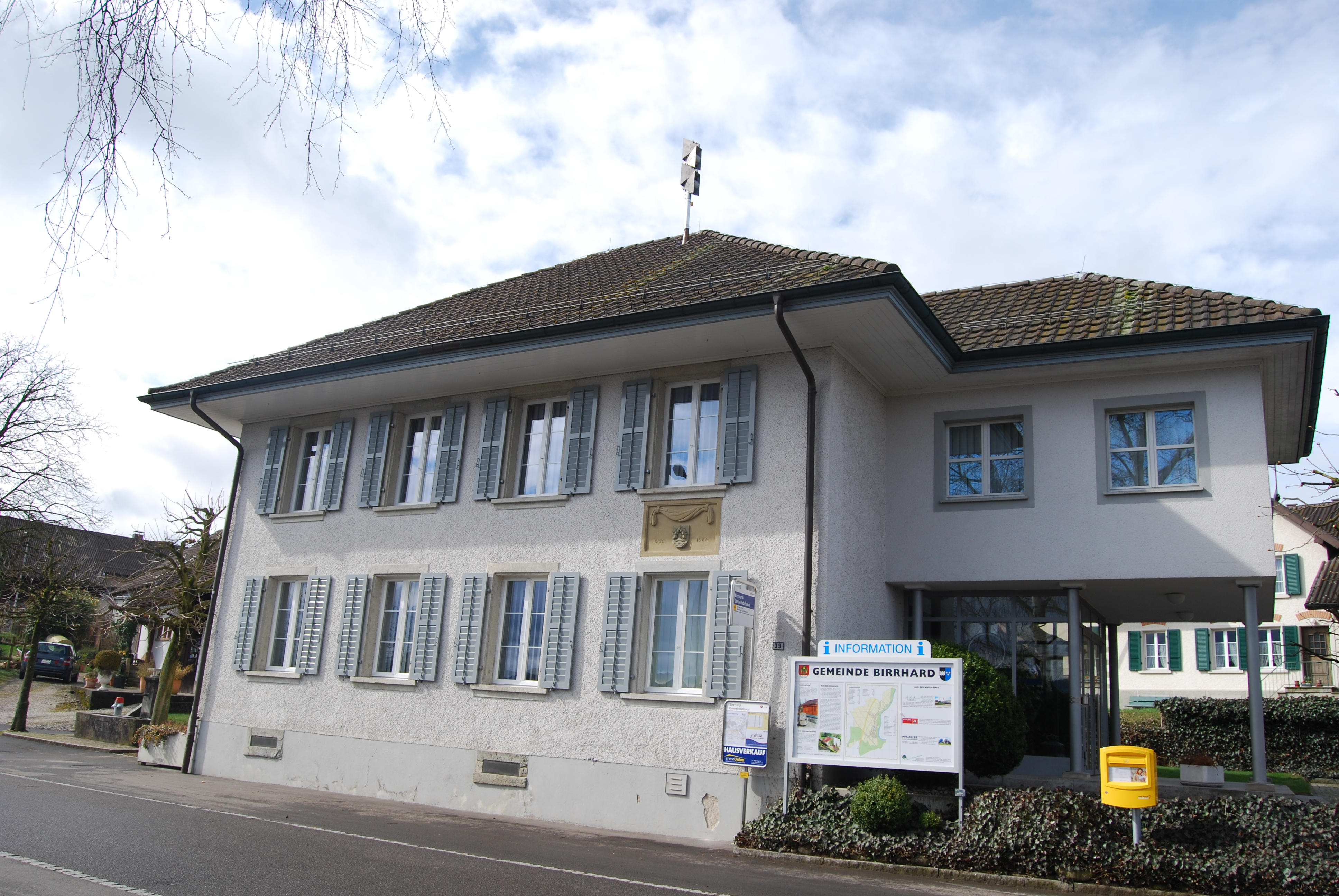
Gemeindehaus Birrhard

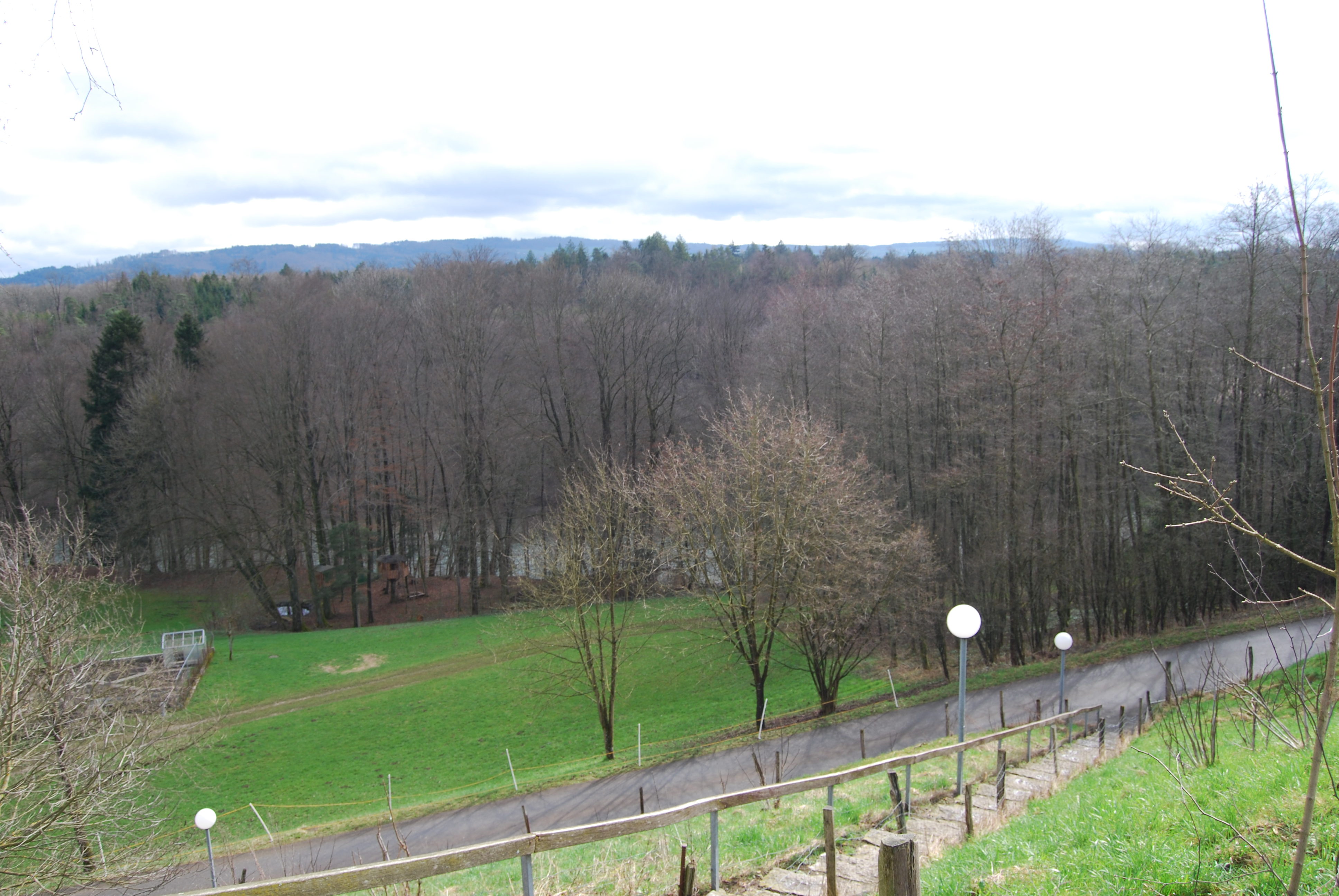
Die Reuss bei Birrhard

## Bevölkerung
Die Einwohnerzahlen entwickelten sich wie folgt:
| Jahr      | 1850 | 1900 | 1930 | 1950 | 1960 | 1970 | 1980 | 1990 | 2000 | 2010 | 2020 |
| Einwohner | 365  | 236  | 267  | 316  | 281  | 304  | 447  | 553  | 681  | 637  | 742  |

Am 31. Dezember 2023 lebten 921 Menschen in Birrhard, der Ausländeranteil betrug 25,4 %. Bei der Volkszählung 2015 bezeichneten sich 38,6 % als reformiert und 28,1 % als römisch-katholisch; 33,3 % waren konfessionslos oder gehörten anderen Glaubensrichtungen an. 95,0 % gaben bei der Volkszählung 2000 Deutsch als ihre Hauptsprache an, 1,3 % Italienisch, 1,0 % Albanisch und 0,9 % Französisch.

## Politik und Recht
Die Versammlung der Stimmberechtigten, die Gemeindeversammlung, übt die Legislativgewalt aus. Ausführende Behörde ist der fünfköpfige Gemeinderat. Er wird im Majorzverfahren vom Volk gewählt, seine Amtsdauer beträgt vier Jahre. Der Gemeinderat führt und repräsentiert die Gemeinde. Dazu vollzieht er die Beschlüsse der Gemeindeversammlung und die Aufgaben, die ihm vom Kanton zugeteilt wurden. Für Rechtsstreitigkeiten ist in erster Instanz das Bezirksgericht Brugg zuständig. Birrhard gehört zum Friedensrichterkreis VIII (Brugg).

## Wirtschaft
In Birrhard gibt es gemäss der im Jahr 2015 erhobenen Statistik der Unternehmensstruktur (STATENT) rund 280 Arbeitsplätze, davon 13 % in der Landwirtschaft, 38 % in der Industrie und 49 % im Dienstleistungssektor. Die meisten Erwerbstätigen sind Wegpendler und arbeiten in Brugg oder in den Nachbargemeinden im Birrfeld.

## Verkehr
Die Kantonsstrasse 296 zwischen Brugg und Mellingen führt durch das Dorf und trifft am südlichen Dorfrand auf eine Verbindungsstrasse nach Lupfig. Auf dem Gemeindegebiet liegt das Autobahndreieck Birrfeld, wo die A3 auf die A1 trifft. Der nächste Autobahnanschluss befindet sich rund drei Kilometer nordwestlich zwischen Lupfig und Hausen. Das Dorf ist durch eine Postautolinie vom Bahnhof Brugg nach Mellingen an das Netz des öffentlichen Verkehrs angebunden. An Wochenenden verkehrt vom Bahnhof Brugg aus ein Nachtbus.

## Bildung
Die Gemeinde verfügt über ein Schulhaus, in dem der Kindergarten und die Primarschule untergebracht sind. Die Realschule und die Sekundarschule können in Birr besucht werden, die Bezirksschule in Windisch oder Brugg. Die nächstgelegenen Gymnasien sind die Kantonsschule Baden und die Kantonsschule Wettingen.